# Освајачи олимпијских медаља у атлетици — 100 метара препоне за жене
Трка на 100 метара са препонама за жене уврштена је у програм Летњих олимпијских игара 1972. у Минхену и на програму је до данас. Освајачице олимпијских медаља у овој дисциплини приказане су у следећој табели, а резултати су дати у секундама.
| Олимпијске игре             | Злато                                                | Злато        | Сребро                                    | Сребро | Бронза                                                             | Бронза |
| --------------------------- | ---------------------------------------------------- | ------------ | ----------------------------------------- | ------ | ------------------------------------------------------------------ | ------ |
| Минхен 1972. детаљи         | Анели Ерхарт · Источна Немачка                       | 12,59 СР, ОР | Валерија Буфану Румунија                  | 12,84  | Карин Балцер · Источна Немачка                                     | 12,90  |
| Монтреал 1976. детаљи       | Јохана Шалер · Источна Немачка                       | 12,77        | Татјана Анисимова · Совјетски Савез       | 12,78  | Наталија Лебедева · Совјетски Савез                                | 12,80  |
| Москва 1980. детаљи         | Вера Комисова · Совјетски Савез                      | 12,56 ОР     | Јохана Клир · Источна Немачка             | 12,63  | Луцина Лангер · Пољска                                             | 12,65  |
| Лос Анђелес 1984. детаљи    | · Бенита Фицџералд-Браун · Сједињене Америчке Државе | 12,84        | · Ширли Стронг · Уједињено Краљевство     | 12,88  | Мишел Шардоне · Француска · Ким Тарнер · Сједињене Америчке Државе | 13,06  |
| Сеул 1988. детаљи           | Јорданка Донкова Бугарска                            | 12,38 ОР     | Глорија Зиберт · Источна Немачка          | 12,61  | Клаудија Зазкјевич · Западна Немачка                               | 12,75  |
| Барселона 1992. детаљи      | Параскеви Патулиду · Грчка                           | 12,64        | Лавона Мартин · Сједињене Америчке Државе | 12,69  | Јорданка Донкова · Бугарска                                        | 12,70  |
| Атланта 1996. детаљи        | Људмила Енквист · Шведска                            | 12,58        | Бригита Буковец · Словенија               | 12,59  | Патрисија Жирар Лено · Француска                                   | 12,65  |
| Сиднеј 2000. детаљи         | Олга Шишигина · Казахстан                            | 12,65        | Глори Алози · Нигерија                    | 12,68  | Мелиса Морисон · Сједињене Америчке Државе                         | 12,76  |
| Атина 2004. детаљи          | Џоана Хејс · Сједињене Америчке Државе               | 12,37 ОР     | Олена Красовска · Украјина                | 12,45  | Мелиса Морисон · Сједињене Америчке Државе                         | 12,56  |
| Пекинг 2008. детаљи         | Дон Харпер · Сједињене Америчке Државе               | 12,54        | Сали Маклелан · Аустралија                | 12,64  | Присила Лопес-Шлип · Канада                                        | 12,64  |
| Лондон 2012. детаљи         | Сали Пирсон · Аустралија                             | 12,35 ОР     | Дон Харпер · Сједињене Америчке Државе    | 12,37  | Кели Велс · Сједињене Америчке Државе                              | 12,48  |
| Рио де Жанеиро 2016. детаљи | Бриана Ролинс Сједињене Америчке Државе              | 12,48        | Ниа Али Сједињене Америчке Државе         | 12,59  | Кристи Кастлин Сједињене Америчке Државе                           | 12,61  |
| Токио 2020. детаљи          | Џезмин Камачо-Квин Порторико                         | 12,37*       | Кендра Херисон Сједињене Америчке Државе  | 12,52  | Меган Тапер Сједињене Америчке Државе                              | 12,55  |
| Париз 2024. детаљи          | Масаи Расел Сједињене Америчке Државе                | 12,33        | Сирена Самба-Мајела Француска             | 12,34  | Џезмин Камачо-Квин Порторико                                       | 12,36  |
| Лос Анђелес 2028.           |                                                      |              |                                           |        |                                                                    |        |

###### Напомена:
*Џезмин Камачо-Квин је у полуфиналу 1. августа 2021. истрчала Олимпијски рекорд у времену 12,26 секунди.

## Биланс медаља у трци на 100 метара са препонама за жене
Стање после ЛОИ 2024.
| Ранг | Држава                    |    |    |    | Укупно |
| ---- | ------------------------- | -- | -- | -- | ------ |
| 1.   | Сједињене Америчке Државе | 5  | 4  | 6  | 15     |
| 2.   | Источна Немачка           | 2  | 2  | 1  | 5      |
| 3.   | Совјетски Савез           | 1  | 1  | 1  | 3      |
| 4.   | Аустралија                | 1  | 1  | 0  | 2      |
| 5.   | Бугарска                  | 1  | 0  | 1  | 2      |
| 5.   | Порторико                 | 1  | 0  | 1  | 2      |
| 7.   | Грчка                     | 1  | 0  | 0  | 1      |
| 7.   | Казахстан                 | 1  | 0  | 0  | 1      |
| 7.   | Шведска                   | 1  | 0  | 0  | 1      |
| 10.  | Француска                 | 0  | 1  | 2  | 3      |
| 11.  | Нигерија                  | 0  | 1  | 0  | 1      |
| 11.  | Словенија                 | 0  | 1  | 0  | 1      |
| 11.  | Румунија                  | 0  | 1  | 0  | 1      |
| 11.  | Уједињено Краљевство      | 0  | 1  | 0  | 1      |
| 11.  | Украјина                  | 0  | 1  | 0  | 1      |
| 16.  | Канада                    | 0  | 0  | 1  | 1      |
| 16.  | Пољска                    | 0  | 0  | 1  | 1      |
| 16.  | Западна Немачка           | 0  | 0  | 1  | 1      |
|      | Укупно 18 земаља          | 14 | 14 | 15 | 43     |